# Ian Tomlinson (Leichtathlet)
Ian Tomlinson (Ian Ross Tomlinson; * 27. Februar 1936 in Perth; †  26. Januar 1995 in Melbourne) war ein australischer Weit- und Dreispringer.
Bei den British Empire and Commonwealth Games 1958 in Cardiff siegte er im Dreisprung und wurde Vierter im Weitsprung. 1960 wurde er bei den Olympischen Spielen in Rom Neunter im Dreisprung und schied im Weitsprung in der Qualifikation aus.
1962 verteidigte er bei den British Empire and Commonwealth Games in Perth seinen Titel im Dreisprung und wurde Sechster im Weitsprung. Bei den Olympischen Spielen 1964 in Tokio kam er in beiden Disziplinen nicht über die Vorrunde hinaus.
Sechsmal wurde er Australischer Meister im Dreisprung (1957–1959, 1962, 1964, 1965) und einmal im Weitsprung (1963).

## Persönliche Bestleistungen
- Weitsprung: 7,71 m, 1. Februar 1964, Sydney
- Dreisprung: 16,28 m, 24. Februar 1962, Perth